# Johann Nepomuk Brischar
Johann Nepomuk Brischar (* 22. August 1819 in Horb; † 11. April 1897 in Bühl) war ein deutscher katholischer Kirchenhistoriker. 

## Leben
Johann Nepomuk Brischar wurde als eines von elf Kindern des Zeugmachers Georg Severin Brischar, Pächter auf dem Ramstein bei Rottweil, und dessen Frau Antonia geb. Schrof, am 22. August 1819 im württembergischen Horb geboren. Von 1835 bis 1838 besuchte er das Gymnasium und das Konvikt Rottweil und studierte von 1839 bis 1843 an der Universität Tübingen. Die Theologische Fakultät zeichnete den begabten Studenten 1842 mit ihrem jährlich verliehenen Preis aus. Johann Brischar wurde zum Doktor sowohl der Theologie als auch der Philosophie promoviert. Am 28. August 1844 wurde er zum Priester geweiht.
In den Jahren 1845 und 1846 reiste Johann Brischar für Forschungen in Archiven durch Norddeutschland und nach Österreich, Italien und Frankreich. Nach seiner Rückkehr wurde er im November 1846 Repetent am Wilhelmsstift zu Tübingen. Dort unterrichtete er Geschichte. Im Jahre 1851 wurde ihm die Redaktion der Wiener Litteraturzeitung übertragen.
Im Februar 1853 wurde Johann Brischar zum Pfarrer in Bühl ernannt, einem Dorf zwischen Rottenburg und Tübingen. 41 Jahre lang, bis zu seiner Pensionierung im Jahre 1894, widmete er sich als Dorfpfarrer der Seelsorge und pflegte nebenher seine wissenschaftlichen Interessen, bis, wie Hugo Koch es ausdrückte, „der Tod am 11. April 1897 den müden Greis erlöste“.

## Werke
- mehrere Artikel in der Theologischen Quartalschrift
- Beurtheilung der Kontroversen Sarpi’s und Pallavicini’s in der Geschichte des Trienter Konzils (Tübingen 1844)
- Die katholischen Kanzelredner Deutschlands seit den letzten Jahrhunderten (fünf Bände; Schaffhausen 1866/1871)
- Geschichte der Religion Jesu Christi (Bänder 46 bis 53) (1850/1854)
- Innocenz III. und seine Zeit (Freiburg 1883) books.google.de